# Ambona (Dolina Będkowska)

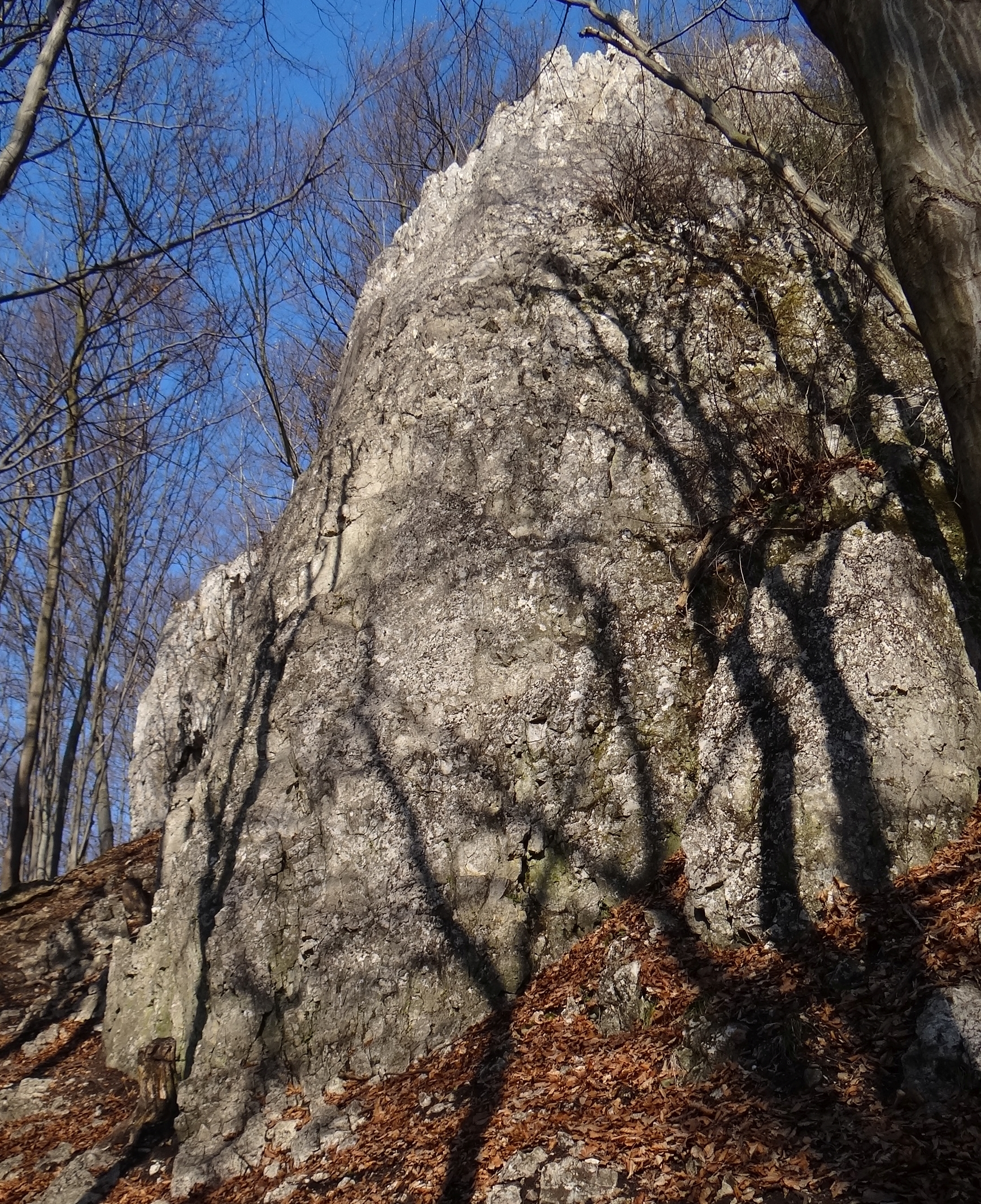

Ambona – skała w Dolinie Będkowskiej na Wyżynie Krakowsko-Częstochowskiej. Znajduje się w orograficznie prawym jej odgałęzieniu o nazwie wąwóz Przecówki. Wąwóz ten odgałęzia się koło Brandysówki. Prowadzi nim szlak turystyczny, oraz szlak skałkowy. Idąc nim od Brandysówki kolejno mija się skały Brandysową i Skałę nad Polaną (obydwie po prawej stronie). Ambona wraz z Sarnią Skałą znajduje się w górnej części wąwozu Przecówki, również po prawej stronie. Dojście do nich wskazuje strzałka na szlaku skałkowym.
Zbudowana z wapieni skała ma wysokość do 18 m i znajduje się na obrzeżu lasu (ok. 40 m od szlaku turystycznego. Przygotował ją do wspinaczki skalnej głównie Dominik Janiec. Zbliżona do pionu ściana wspinaczkowa ma wystawę południowo-wschodnią. Asekurację na 3 drogach wspinaczkowych sfinansowano ze środków województwa małopolskiego oraz funduszy własnych fundacji Wspinka. Drogi te mają kompletną asekurację – ringi (r), stanowisko zjazdowe (stz) lub dwa ringi zjazdowe (drz). Drogi zaliczają się do grupy łatwych (III – V- w skali Kurtyki). Polecane są dla najmłodszych wspinaczy.

## Drogi wspinaczkowe
1. Kazanie; V-, 6r + 2rz
2. Polowanie na sarenki;  III+, 5r + stz
3. Zapowiedzi; III, 7r + 2rz[2].